# Boom Box
Boom Box es una edición limitada del álbum «The Singles 1992-2003» del grupo estadounidense No Doubt. Esta «caja» contiene dos discos compactos. El CD1 es The Singles 1992-2003 y el CD2 es un DVD que trae los videos de todos los sencillos del grupo.

## CD1
1. «Just A Girl» (Gwen Stefani, Tony Kanal)
  - Originalmente apareció en el álbum de 1995 Tragic Kingdom.
2. «It's My Life» (Mark Hollis, T. Friese-Greene)
  - Un «cover» de la canción Talk Talk publicado para promocionar esta compilación.
3. «Hey Baby» con Bounty Killer (G. Stefani, Kanal, Tom Dumont, R. Price)
  - Originalmente apareció en el álbum de 2001 Rock Steady.
4. «Bathwater» (G. Stefani, Kanal, Dumont)
  - Originalmente apareció en el álbum de 2000 Return Of Saturn.
5. «Sunday Morning» (Kanal, G. Stefani, Eric Stefani)
  - Originalmente apareció en el álbum de 1995 Tragic Kingdom.
6. «Hella Good» (G. Stefani, P. Williams, Chad Hugo, Kanal)
  - Originalmente apareció en el álbum de 2001 Rock Steady.
7. «New» (G. Stefani, Dumont)
  - Originalmente apareció en la pista sonora de la película GO (1999) y el álbum Return of Saturn (2000).
8. «Underneath It All» con Lady Saw (G. Stefani, Dave Stewart)
  - Originalmente apareció en el álbum de 2001 Rock Steady.
9. «Excuse me Mr.» (G. Stefani, Dumont)
  - Originalmente apareció en el álbum de 1995 Tragic Kingdom.
10. «Running» (G. Stefani, Kanal)
  - Originalmente apareció en el álbum de 2001 Rock Steady.
11. «Spiderwebs» (G. Stefani, Kanal)
  - Originalmente apareció en el álbum de 1995 Tragic Kingdom.
12. «Simple Kind Of Life» (G. Stefani)
  - Originalmente apareció en el álbum de 2000 Return of Saturn.
13. «Don't Speak» (E. Stefani, G. Stefani)
  - Originalmente apareció en el álbum de 1995 Tragic Kingdom.
14. «Ex-Girlfriend» (G. Stefani, Dumont, Kanal)
  - Originalmente apareció en el álbum de 2000 Return of Saturn.
15. «Trapped in a Box» (E. Stefani, Dumont, G. Stefani, Kanal)
  - Originalmente apareció en el álbum de 1992 No Doubt.

## CD 2
1. «It's My Life»
2. «Running»
3. «Underneath It All» con Lady Saw
4. «Hella Good»
5. «Hey Baby» con Bounty Killer
6. «Bathwater»
7. «Simple Kind Of Life»
8. «Ex-Girlfriend»
9. «New»
10. «Oi to the World»
11. «Sunday Morning»
12. «Excuse me Mr.»
13. «Don't Speak»
14. «Spiderwebs»
15. «Just A Girl»
16. «Trapped in a Box»

- Datos: Q2301503